# Les Galaxiens s'en vont en gags
Les Galaxiens s'en vont en gags est le 17e album de la série de bande dessinée Le Scrameustache de Gos. L'ouvrage est publié en 1988.

## Synopsis
Cet album regroupe 44 gags des Galaxiens.